# Revenge (Bill Cosby)
| Recensione | Giudizio |
| ---------- | -------- |
| Allmusic   | [ 1 ]    |

Revenge è un album discografico dal vivo dell'attore comico statunitense Bill Cosby, pubblicato nel 1967 dalla Warner Bros. Records.

## Descrizione
Il disco venne registrato dal vivo a Harrah's, Lago Tahoe, Nevada. Nel 1968 vinse il Grammy Award nella categoria Best Comedy Album. Inoltre raggiunse la prima posizione nella classifica Billboard R&B e la seconda nella Billboard Pop.
Come i precedenti album I Started Out as a Child e Wonderfulness, il disco include i monologhi comici di Cosby che discute della sua infanzia ricorrendo ad aneddoti vari e introduce il personaggio di Fat Albert ("Albertone"), forse il suo più memorabile dopo Cliff Robinson. Nella traccia Buck Buck, Cosby menziona Fat Albert per la prima volta, ispirandosi a un suo amico d'infanzia di Filadelfia che fu la base per la successiva serie animata Fat Albert and the Cosby Kids; l'espressione tipica di Albert «Hey! Hey! Hey!», si sente qui per la prima volta.

## Tracce
Lato 1
1. Revenge – 6:00
2. Two Daughters – 5:10
3. Two Brothers – 2:54
4. The Tank – 1:36
5. Smoking – 2:56
6. Wives – 2:37

Lato 2
1. Cool Covers – 4:22
2. 9th St. Bridge – 5:09
3. Buck, Buck – 9:13
4. Planes – 2:03